# マイエラート
マイエラート（イタリア語: Maierato）は、イタリア共和国カラブリア州ヴィボ・ヴァレンツィア県にある、人口約2200人の基礎自治体（コムーネ）。

## 地理

### 位置・広がり

#### 隣接コムーネ
隣接するコムーネは以下の通り。
- カピストラーノ
- フィロガーゾ
- フランカヴィッラ・アンジートラ
- モンテロッソ・カーラブロ
- ピッツォ
- ポリーア
- サントノフリオ

## 自然・環境
当地からモンテロッソ・カーラブロにかけて広がるアンジートラ湖は、ラムサール条約登録湿地である。この湖はアンジートラ川を堰き止めて作られた灌漑用貯水池で、この地域では唯一の淡水湿地を形作っている。イタリアのラムサール条約登録地一覧も参照。

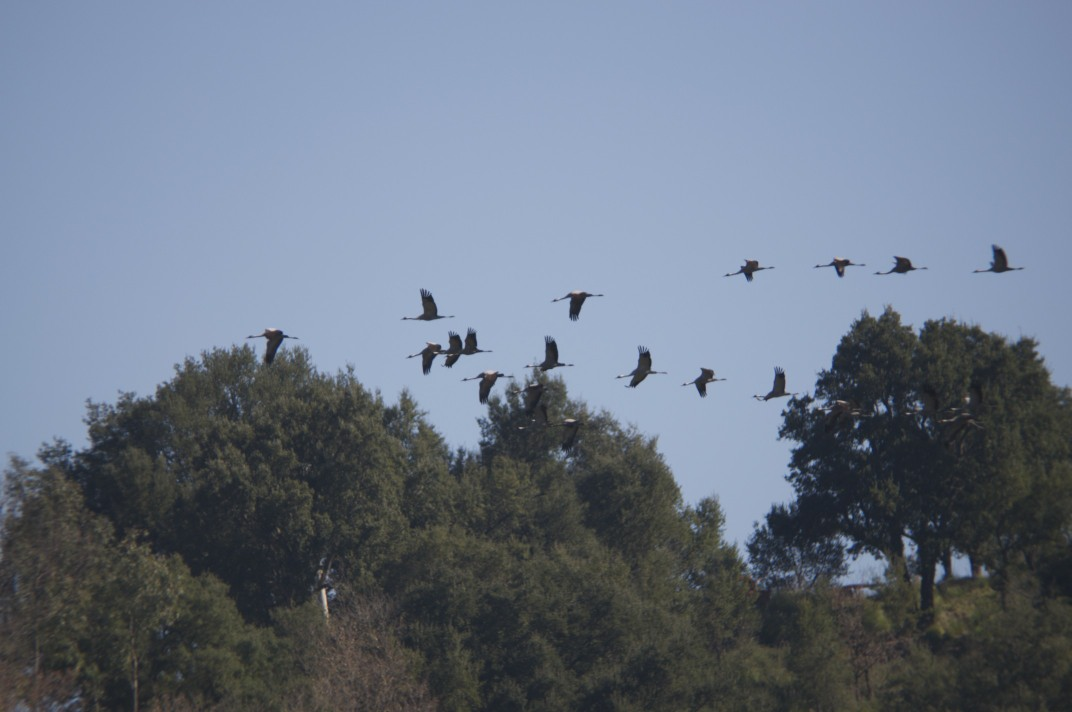